# Михайлов Костянтин Миколайович

професор К. М. Михайлов, близько 1917 р.

Костянти́н Микола́йович Миха́йлов (29 грудня 1882, Кролевець — 3 квітня 1961) — український піаніст, педагог, заслужений діяч мистецтв України (з 1945 року). Батько артиста Костянтина Михайлова.

## Біографія
Народився 17 (29) грудня 1882 року місті Кролевці. У 1907 році закінчив Київське музичне училище по класу фортепіано у В. В. Пухальського, в 1913 році (екстерном) — Петербурзьку консерваторію. З 1907 викладав у Київському музичному училищі. Був одним з організаторів Київської консерваторії (1913), в якій викладав з часу її заснування (з 1917 року професор, в 1922–1926 роках — директор). 1913-1921 був помічником і секретарем Художньої ради консерваторіі. У 1918–1922 є заступником директора з навчальної та наукової роботи консерваторії. У 1920 був піаністом у Червоній армії. У 1920–1921 очолював колегію Київського державного оперного театру. У 1923 році був заступником директора Київської державної філармонії.
З 1927 року проректор Музично-драматичного інституту імені М. В. Лисенка. З 1932 року — завідувач кафедрою фортепіано, в 1934–1941 і 1943–1953 роках проректор Київської консерваторії. У 1941–1942 роках був заступником директора Ташкентської консерваторії, при якій організував оперну студію (її директор в 1942 році), в 1943 році директор консерваторії в Свердловську. Серед його учнів — В. М. Вронська, П. Відкуп, Л. А. Вайнтрауб, Е. Я. Гуревич, У. М. Дубова-Сергєєва, М. Г. Богомаз, І. В. Зеттель, М. Поляк, В. В. Сєчкін, Ж. Ю. Колодуб, О. Г. Костюк. За ініціативою К. М. Михайлова були відкриті дитячі відділення при консерваторіях (1920—1922 рр.), відділ соціального виховання, на базі якого було створено музично-педагогічний факультет (1923 р.). Він був одним із організаторів Київської спеціальної музичної школи (1934).
Член ВКП (б) з 1949 року. Автор статей і рецензій. Нагороджений орденом Леніна та іншими орденами.

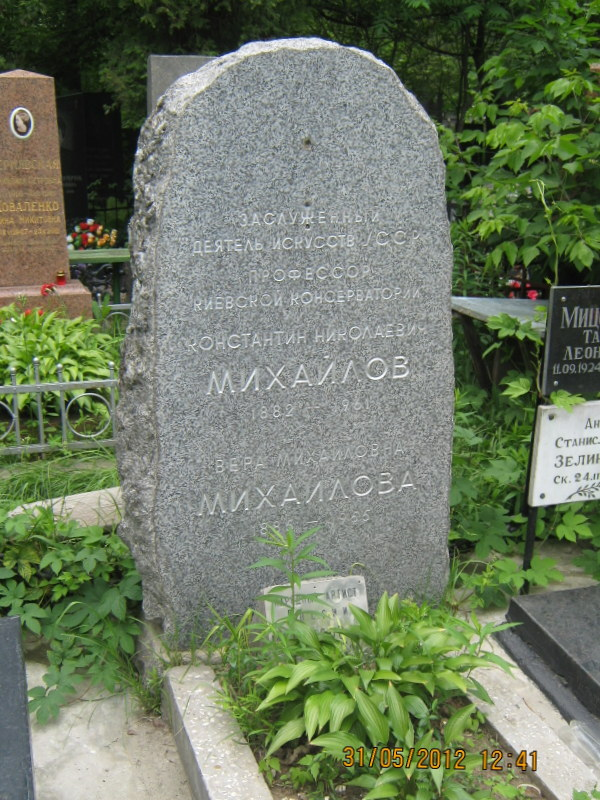
Могила Костянтина Михайлова

Помер 3 квітня 1961 року. Похований в Києві на Байковому кладовищі.